# Great Amwell
Great Amwell es una parroquia civil y un pueblo del distrito de East Hertfordshire, en el condado de Hertfordshire (Inglaterra).

## Geografía
Según la Oficina Nacional de Estadística británica, Great Amwell tiene una superficie de 3,03 km².

## Demografía
Según el censo de 2001, Great Amwell tenía 2239 habitantes (47,48% varones, 52,52% mujeres) y una densidad de población de 738,94 hab/km². El 21,13% eran menores de 16 años, el 72,85% tenían entre 16 y 74, y el 6,03% eran mayores de 74. La media de edad era de 36,83 años. Del total de habitantes con 16 o más años, el 28,77% estaban solteros, el 57,47% casados, y el 13,76% divorciados o viudos.
El 94,86% de los habitantes eran originarios del Reino Unido. El resto de países europeos englobaban al 2,28% de la población, mientras que el 2,86% había nacido en cualquier otro lugar. Según su grupo étnico, el 98,48% eran blancos, el 0,45% mestizos, el 0,13% asiáticos, el 0,54% negros, y el 0,27% chinos. El cristianismo era profesado por el 77,78%, el budismo por el 0,13%, el hinduismo por el 0,13%, el judaísmo por el 0,45%, el islam por el 0,31%, y cualquier otra religión, salvo el sijismo, por el 0,18%. El 14,59% no eran religiosos y el 6,43% no marcaron ninguna opción en el censo.
Había 921 hogares con residentes, 19 vacíos, y 7 eran alojamientos vacacionales o segundas residencias.